# Menno ter Braak
Menno ter Braak (Eibergen, 26 januari 1902 – Den Haag, 15 mei 1940) was een Nederlands schrijver, essayist, cultuur- en literatuurcriticus. Samen met E. du Perron en Maurice Roelants was Ter Braak oprichter van het invloedrijke literaire tijdschrift Forum.

## Biografie en ontwikkeling van zijn denken
Menno ter Braak bracht zijn middelbare-schooltijd door in Tiel, waar hij woonde bij zijn oom en tante. Tijdens zijn studie Nederlands en geschiedenis in Amsterdam kwam hij in contact met Joris Ivens, met wie hij De Nederlandsche Filmliga oprichtte. Met deze organisatie wilden zij experimentele films toegankelijk maken voor het grote publiek. Tegelijkertijd waarschuwden zij het bioscooppubliek voor wat zij beschouwden als de verdwazing door "Hollywood", een waarschuwing waaraan de Amsterdamse bioscoop "De Uitkijk" zijn naam dankt. In 1924 en 1925 was hij redacteur van studentenblad Propria Cures, waar hij zijn eerste filmrecensies schreef. In zijn opstel Cinema Militans uit 1928 pleitte hij voor de erkenning van de film als kunstvorm. Voor het internationale avant-garde tijdschrift i10, onder hoofdredactie van Arthur Lehning, schreef Ter Braak in de periode 1927-1929 diverse artikelen over film en filmesthetiek in de rubriek Filmkroniek, zoals zijn essay Absolute film. Ook besteedde hij in het blad aandacht aan het nieuwe fenomeen 'geluidsfilm', die vanaf 1927 zijn intrede deed in de bioscoop.
Nadat Ter Braak leraar aan het Rotterdamsch Lyceum was geworden, schreef hij in 1930 Het carnaval der burgers. Hierin beschrijft hij de tegenstelling tussen de uitdrukking van gevoelens in de kunst en de maatschappij die deze gevoelens onderdrukt. Toch hebben de 'dichter' en de 'burger' elkaar nodig, want zij bestaan pas in samenhang met elkaar, aldus Ter Braak. In dit eerste boek van zijn hand is de invloed merkbaar van de filosoof Hegel en de feministische Nederlandse schrijfster Carry van Bruggen, die hij zeer bewonderde.
In 1933 werd Ter Braak aangenomen als letterkundig redacteur van het dagblad Het Vaderland waardoor hij zijn baan als leraar kon opgeven. Zijn leraarschap zou hij later nog verwerken in het sterk autobiografische Dr. Dumay Verliest. Gedurende zijn loopbaan als redacteur maakte Ter Braak naam met kritieken waarin hij zich, behalve over de boeken die hij recenseerde, ook regelmatig uitliet over de actualiteit en de maatschappelijke problemen van zijn tijd. In deze wekelijkse Kronieken vergeleek hij gewoonlijk diverse boeken met elkaar, zowel nieuwe uitgaven als herdrukken, waardoor zijn kritisch werk een spiegel is geworden van de Nederlandse literatuur tussen 1900 en 1940 op hoog essayistisch niveau. De Kronieken alleen al beslaan drie delen van zijn zevendelig Verzameld Werk. Ter Braaks vergelijkende methode stelde hem ook in staat zijn criteria voor de beoordeling van literair werk steeds scherper te formuleren én te verantwoorden. Zijn kritieken zijn ook uitzonderlijk omdat Ter Braak zich tot taak stelde de boeken die hij besprak zo veel mogelijk te plaatsen binnen het geheel van de literatuur of cultuur waarbinnen zij verschenen; een eis waaraan slechts weinig Nederlandse critici kunnen voldoen. Ter Braak was dan ook zeer belezen in de Duitse, Franse en Engelse literaire tradities, en besprak daarnaast dikwijls cultuurfilosofische werken als De ondergang van het Avondland van Oswald Spengler en Homo Ludens van Johan Huizinga, een neef van zijn moeder.

### Vorm of vent
Eind 1930 raakte Ter Braak bevriend met de uit Nederlands-Indië afkomstige schrijver Edgar du Perron. Uit die vriendschap kwam, behalve een omvangrijke briefwisseling, ook het vernieuwende literaire tijdschrift Forum voort. Ter Braak publiceerde daarin regelmatig essays, waaronder zijn Démasqué der Schoonheid, waaruit de discussie voortkwam die bekend werd als 'Vorm of vent': namelijk de vraag, in hoeverre in een kunstwerk de vorm (schoonheid of l'art pour l'art) of de persoonlijkheid van de kunstenaar de leidende kracht of het leidende principe is. Volgens Ter Braak en du Perron was dit laatste het geval. Vormen, welke dan ook, zag Ter Braak als tijdelijk, als een roes, voor welks verleiding men niet dient te bezwijken: de schoonheid als vaste vorm is dan ook dood. Tijdelijke vormen zijn weliswaar niet te vermijden, maar de inhoud, het leven, diende zich in zijn ogen van die vorm telkens weer te bevrijden, en het kan niet anders, dan dat men daarmee de eigen persoonlijkheid op het spel zet. Dat is het avontuur van het leven, dat ook het avontuur van de ware, originele, individuele persoonlijkheid is, aldus Ter Braak. Hiermee zette Forum zich sterk af tegen de literaire erfenis van de Tachtigers, en opende het de literatuur meer voor buitenlandse invloeden, onder andere die van Ter Braaks grote voorbeeld Nietzsche, met wie hij het schrijven in paradoxen gemeen had.
Dit criterium van de persoonlijkheid van de schrijver heeft tot op heden grote invloed op de Nederlandse literatuur én de literaire kritiek; dit ondanks het feit dat er na de oorlog ook veel kritiek op werd uitgeoefend, niet in de laatste plaats door de vertegenwoordigers van de Vijftigers, die Ter Braak onder andere verweten geen oog te hebben gehad voor het surrealisme en andere bewegingen, waarin het juist de vormen waren die centraal stonden en níet de kunstenaar zelf of diens persoonlijkheid. Niettemin zou Gerard Reve zonder Ter Braak waarschijnlijk nooit zijn doorbraak hebben beleefd, en zou ook W. F. Hermans, die Ter Braak bekritiseerde - zij het op een niveau dat deze als schrijver geen recht deed - zonder diens invloed niet de schrijver zijn geworden die hij was. Ter Braak wilde in de romans die hij las, niet worden verzwolgen door woorden, stijl en perspectief; dat hij de persoon wilde ontmoeten, betekende voor Ter Braak echter geen ongeboetseerde uitstorting van emoties of naakt realisme. Hij verlangde wel degelijk een zekere distantie, humor, en vooral ook beheersing van het onderwerp. Zo was Multatuli een van zijn helden, omdat deze met humor, kennis en gezag, boven zijn onderwerp bleef staan. Hier lag wellicht ook het gevoelige punt voor de vele tegenstanders van Ter Braak, zowel tijdens diens leven als erna.
Dat het woord 'vent' voor de voorlieden van Forum iets te maken zou hebben met geslacht, zoals wel is verondersteld, is zeker onjuist: Carry van Bruggen was een van Ter Braaks grote voorbeelden, maar ook schrijfsters als Top Naeff en Beb Vuyk konden zijn goedkeuring wegdragen, evenals de dichteres-psychiater Vasalis. Ter Braak probeerde laatstgenoemde op 5 mei 1940, enkele dagen voor de Duitse inval, nog te spreken te krijgen voor een advies. Dit mislukte doordat Vasalis net in die tijd beviel van haar eerste dochter. Zijn ideeën en die van Forum kunnen mede worden gezien in het licht van zijn tijd, waarin mooischrijverij en slaafse navolging van Freud opgeld deden, en maar weinig kritiek werd geleverd op de populistische bewegingen van het interbellum, zowel ter linker- als ter rechterzijde.
Om echter niet de indruk te wekken, dat het hem alléén om de kracht van de persoonlijkheid te doen was en niet ook om diens integriteit, voegde Ter Braak hier het aan Pascal ontleende criterium aan toe van de honnête homme, de fatsoenlijke of waardige mens, die zich niet laat inpalmen door de geest of de macht. Dit 'consequente christendom' wenste hij te verdedigen tegen het officiële christendom in, dat in zijn ogen inconsequent was, omdat het aanspraak maakte op De Waarheid of  De Macht, in plaats van te accepteren wat het in de praktijk altijd was; namelijk een zoeken naar evenwicht tussen beide, waarbij men eigenlijk van iedere steun van buiten zou moeten afzien. Ter Braaks stellingname was in die zin uitzonderlijk, dat hij er zich ook als atheïst volledig rekenschap van gaf het product te zijn van een christelijke cultuur, en besefte dat hij diende te roeien met de riemen die die cultuur hem had aangereikt.

### Democratie en de Grote Gelijkheid
In de loop van de jaren dertig, toen het nationaalsocialisme steeds meer terrein won, keerde Ter Braak zich fel tegen deze beweging en riep hij intellectuelen zelfs op tot een "opportunistische" trouw aan de democratie. De opkomst van zowel nationaalsocialisme als communisme was in de ogen van Ter Braak uitdrukking van 'De Grote Gelijkheid', het decor van de grote massabewegingen van zijn tijd. Hoe die bewegingen samenhingen met de ontwikkeling van het christendom schilderde hij in zijn boek Van oude en nieuwe christenen (1937).
In een reeks essays, waarvan vooral Het nationaal-socialisme als rancuneleer uit 1937 indruk maakte, leverde hij een scherpe analyse van het nationaalsocialisme, en bekritiseerde hij degenen die de invloed en aanhang ervan bagatelliseerden. Om het niet alleen bij woorden te laten, richtte hij in deze jaren samen met onder anderen Du Perron, de historicus Dr. Jan Romein en dominee Buskes, tevens het Comité van Waakzaamheid tegen het nationaalsocialisme op. In samenwerking met Hermann Rauschning bracht Ter Braak in augustus 1939 een ingeleide en bewerkte Nederlandse vertaling uit van diens werk De nihilistische Revolutie. Schijn en werkelijkheid in het Derde Rijk.

### Duitse emigrantenliteratuur
Ter Braak bemoeide zich ook intensief met de literatuur van de Duitse emigranten - de zogenaamde Exil-literatuur - van wie er na de machtsovername door Adolf Hitler in het buurland, velen een toevlucht in Nederland hadden gezocht. Onder de Duitse schrijvers die hij protegeerde waren onder meer Erich Noth, Konrad Merz en Nobelprijswinnaar Thomas Mann, met wie hij tot zijn dood bevriend bleef en die na de oorlog een bijzonder In memoriam aan hem wijdde.
Tegenover diens zoon Klaus Mann, die het in Nederland uitgegeven literaire tijdschrift die Sammlung had opgericht, stond Ter Braak echter uiterst afwijzend, wat onder meer tot uitdrukking kwam in een vernietigende kritiek over Manns roman Flucht in den Norden. Dat juist Klaus Mann een van de auteurs was die qua stijl en scherpzinnigheid niet voor Ter Braak onderdeden en diens afkeer van negentiende-eeuwse 'woordkoekebakkerij' deelden, mag tragisch worden genoemd, vooral daar Manns grote antinazistische roman Mephisto aan al Ter Braaks criteria leek te voldoen. Maar dit werk, zeker een van de hoogtepunten van de Exil-literatuur, bleef in Ter Braaks besprekingen geheel achterwege. Wel was Ter Braak ook kritisch over tal van andere Exil-auteurs, wie hij onder andere verweet in hun ballingschap gewoon de draad van hun schrijven van vóór 1933 weer op te pakken, zonder hun emigratie als zodanig te thematiseren. Ter Braak vond dat veel Exil-auteurs zich te breed als gevestigde literaten neerzetten, zonder goed en wel doordrongen te zijn van hun veranderde positie. Zo moesten onder andere Jakob Wassermann, Lion Feuchtwanger en Alfred Döblin het zwaar ontgelden in zijn kritieken, die hij onder andere in het Duits publiceerde in verschillende Exil-bladen. De emigratie diende in Ter Braaks ogen juist een positief effect te hebben op hun literaire productie: de persoonlijkheid van de schrijver kreeg nu immers alle kans.
Dat Ter Braak in deze kringen weerstand wekte, mag dan ook nauwelijks verwonderlijk heten: vele van deze schrijvers hadden ternauwernood het vege lijf kunnen redden en verkeerden niet in de luxepositie van Thomas Mann, die dan wel geëmigreerd was, maar zijn boeken nog steeds in Berlijn liet drukken en later gemakkelijk kon leven van de royalty's die zijn vertalingen opbrachten. In die zin diende onder andere Ludwig Marcuse Ter Braak scherp van repliek: in zijn ogen was het nationaalsocialisme nu eenmaal geen geestelijke beweging en kon het dus ook geen (anti-)uitgangspunt vormen voor een nieuwe Duitse literatuur. Ook werd Ter Braak voorgehouden dat de emigrantenliteratuur een uit nood geboren lotsgemeenschap was, maar geen literaire beweging met een eigen programma.
Toch konden, vooral na de oorlog, veel voormalige exil-schrijvers wel waardering opbrengen voor het geëngageerde optreden van Ter Braak in hun kringen; internationaal gezien lag hier zelfs het hoogtepunt van zijn werkzaamheid als auteur.

### Aanklacht wegensHitlers eigen woorden
In 1940 brachten Ter Braak en Max Nord Hitlers eigen woorden uit, hun vertaling van Rauschnings Gespräche mit Hitler. De verkoop overtrof alle verwachtingen, maar nadat op 1 maart ‘van Duitsche zijde’ de aandacht op ‘den onneutralen inhoud van het boek’ gevestigd was, werd het restant van de voorraad van de uitgever, enkele honderden exemplaren, op 8 maart in beslag genomen. Ook bij boekhandels probeerde justitie de voorraad te vorderen, maar op veel plaatsen bleef het boek 'onder de toonbank' verkrijgbaar. De uitgever, Robert Leopold, die intensief met Ter Braak samenwerkte, werd persoonlijk aangeklaagd wegens 'belediging van een bevriend staatshoofd', wat sinds de jaren dertig een regelmatig gebruikt censuurmiddel was. Ondanks kritische vragen van SDAP-Kamerlid Van der Goes van Naters keurde minister van Justitie Gerbrandy, de latere premier, de beslaglegging goed. De zaak zou op 14 mei voor de rechter komen, maar op 9 mei werd de klacht ingetrokken. Na de Duitse inval verwijderden vele lezers het werk uit hun boekenkast, uit angst voor de bezetter.

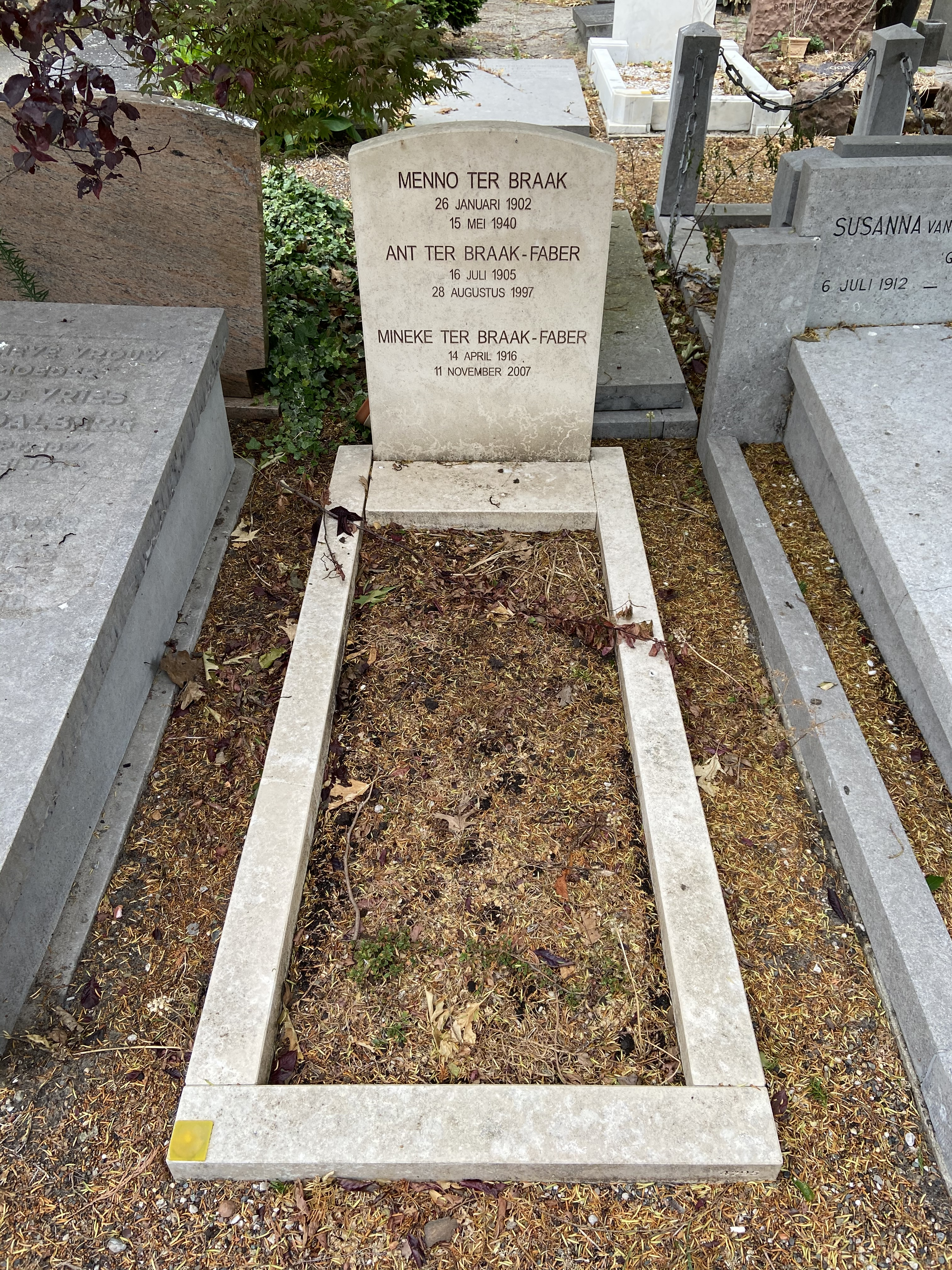
Graf van Menno ter Braak op begraafplaats Oud Eik en Duinen, Den Haag (foto uit 2020)

### Zelfmoord in 1940
Ter Braak was naar het schijnt al jaren vastbesloten, in geval van een nazi-bezetting van Nederland uit het leven te stappen. Na het binnenvallen van het Duitse leger op 10 mei 1940 deed hij met zijn vrouw en enkele vrienden een (halfhartige) poging om via Scheveningen naar Engeland te vluchten. Op de avond van 14 mei 1940, toen het Nederlandse leger had gecapituleerd, pleegde Ter Braak in de woning van zijn broer J.W.G. (Wim) ter Braak, zenuwarts te Den Haag, zelfmoord door een combinatie van een slaapmiddel en een injectie, toegediend door zijn broer. Zijn vriend Eddy du Perron overleed rond dezelfde tijd, tussen tien en elf uur 's avonds, aan hartfalen. Zijn uitgever pleegde een dag later zelfmoord. Deze Robert Leopold, die de dagelijkse leiding had van H.P. Leopold's Uitgeversmaatschappij (de tegenwoordige Uitgeverij Leopold), was de zoon van Leopold-oprichter Joes Leopold en een neef van de dichter J.H. Leopold.
De schouwarts, die de volgende ochtend arriveerde, vulde 15 mei in als datum van Ter Braaks overlijden. Hij werd op 18 mei begraven op de begraafplaats Oud Eik en Duinen in Den Haag. In het graf werden later zijn echtgenote Ant en haar halfzus Mineke, weduwe van Menno's broer Wim, bijgezet.

## Invloed
In het populismedebat dat opgeld deed na de opkomst van LPF en Wilders, in de eerste twee decennia van de eenentwintigste eeuw, werd Ter Braaks Het nationaal-socialisme als rancuneleer opnieuw actueel. De daarin verkondigde theorie dat zowel linkse als rechtse extremen in het politieke spectrum verklaard konden worden als rancune, dan wel ressentiment, voortvloeiend uit de onmogelijkheid om het democratische en socialistische gelijkheidsideaal te verwerkelijken, werd veelvuldig toegepast op hedendaagse electorale verschuivingen (door bijv. Arnon Grunberg, en in Duitsland door Peter Sloterdijk). Deze nietzscheaanse kritiek op het gelijkheidsdenken wordt op zijn beurt gehekeld door M. Oudenampsen, die Ter Braak en zijn moderne volgelingen voor de voeten werpt dat dit wijzen op "ressentiment" vooral dient om de ook onder fascisten populaire Nietzsche vrij te pleiten en om politieke propaganda te voeren (zoals ook Fredric Jameson in een vergelijkbare context al heeft gesteld). Ter Braak zelf heeft overigens op diverse plaatsen dit claimen van Nietzsche door fascisten of nationaalsocialisten met kracht van argumenten verworpen. Politieke propaganda was hem bovendien vreemd, zoals hij onder meer laat zien in Politicus zonder Partij. Ook  J.J. Voskuil schrijft in zijn in 2022 verschenen eerste deel van zijn dagboek ‘Bijna een man’ in verschillende passages over de invloed van Ter Braak.

### Bestseller 60
| Boeken met noteringen in de Nederlandse Bestseller 60 | Jaar van verschijnen | Datum van binnenkomst | Hoogste positie | Aantal weken | Opmerkingen                              |
| ----------------------------------------------------- | -------------------- | --------------------- | --------------- | ------------ | ---------------------------------------- |
| Het nationaalsocialisme als rancuneleer               | 2022                 | 19-01-2022            | 12              | 3            | samengesteld en ingeleid door Bas Heijne |

## Galerij

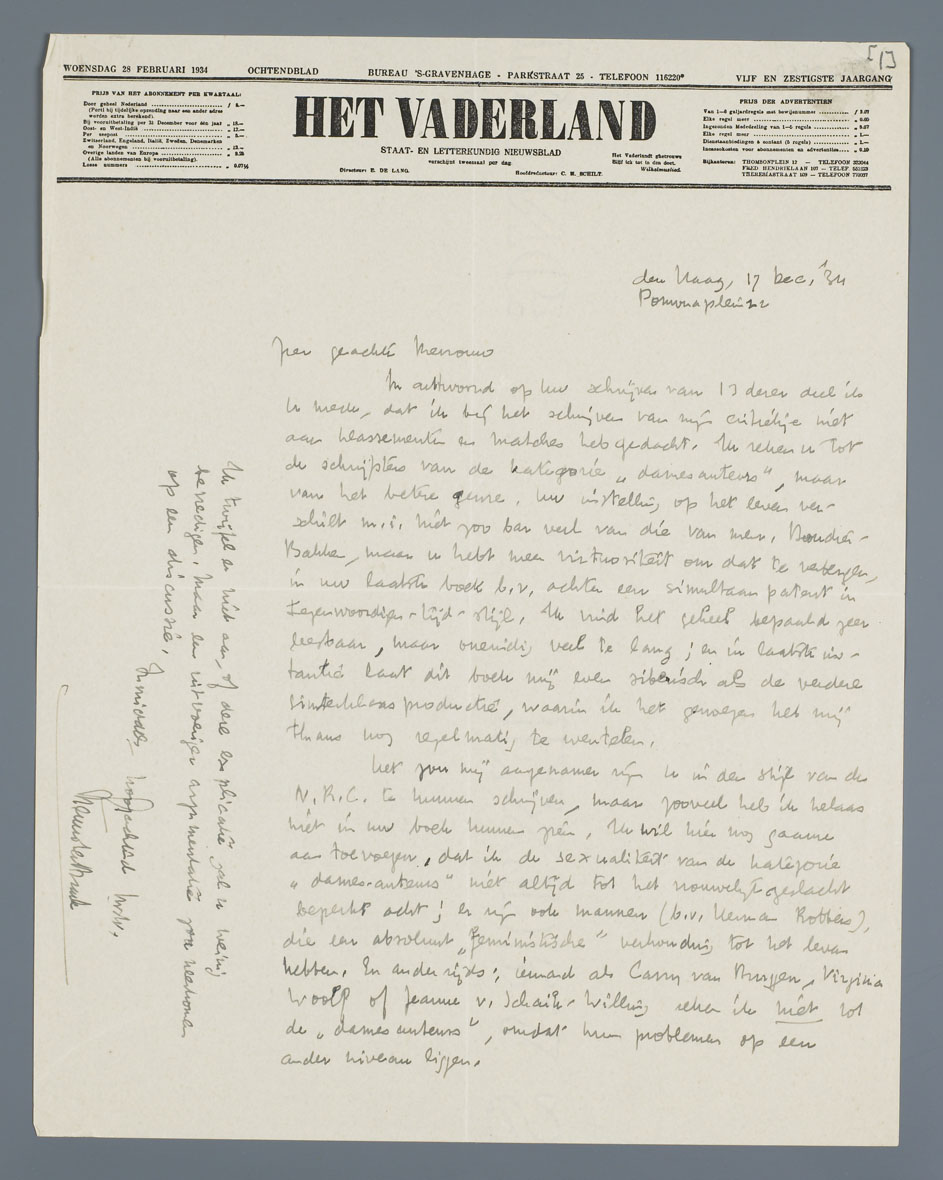
Brief van Ter Braak aan Marianne Philips, 17 december 1934.
Ter Braak, Simon Vestdijk en E. du Perron gefotografeerd door Emiel van Moerkerken, 1939.
Katia Mann, Ter Braak en Thomas Mann voor het Mauritshuis, 1939.

- Bibliothèque nationale de France: cb12366063j (data)
- Biografisch Portaal: 01417405
- Digitale Bibliotheek voor de Nederlandse Letteren: braa002
- Gemeinsame Normdatei: 118659685
- International Standard Name Identifier: 0000 0001 1035 3748
- Library of Congress Control Number: n80057174
- Nationale Bibliotheek van Tsjechië: xx0210932
- Nationale Bibliotheek van Israël: 987007258795005171
- Nederlandse Thesaurus van Auteursnamen: 068442297
- Istituto Centrale per il Catalogo Unico: MILV180992
- LIBRIS: 180013
- Système universitaire de documentation: 032677081
- Trove: 1125203
- Virtual International Authority File: 2549638
- WorldCat: E39PBJwX6dHTt9djV9QQR8XmVC